# Agăș
Agăș là một xã thuộc hạt Bacău, România. Dân số thời điểm năm 2002 là 6703 người.